# 脫衣舞孃
脫衣舞娘指的是一種職業的艷舞舞者，一般以表演脫衣舞為主。並不是所有的脫衣舞娘在表演末尾會褪去所有衣物，但在一般仍以全裸為主。
到1970年代為止，西方的脫衣舞界以女性為多，男性一般都是看客。之後開始出現脫衣舞男，像同性戀酒吧、單身女性聚會等可能會有脫衣舞男參與。

## 外部連結
- 维基共享资源上的相關多媒體資源：脫衣舞孃